# Sephiroth

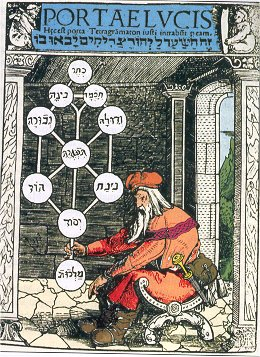
Abbildung in Portae Lucis (eigentlich) von Josef Gikatilla: Mann, der einen Baum mit den zehn Sephiroth hält.

Sephiroth, Sephirot, Sefirot oder Sefiroth (heb. sg. סְפִירָה səfīrā Sefira, pl. סְפִירוֹת səfīrōt) ist die hebräische Bezeichnung der zehn göttlichen Emanationen im kabbalistischen Lebensbaum (hebräisch עץ חיים Ez Chaim, deutsch ‚Baum des Lebens‘). Diese Emanationen (s. Neuplatonismus), die in philosophischen und theologischen Denkmodellen für das Ausströmen oder Hervorgehen von Ideen und Attributen aus der Fülle des ursprünglich Einen oder Vollkommenen – auch aus dem Göttlichen – stehen, verkörpern nach der von Isaak Luria konzipierten Kabbala (lurianische Kabbala) in ihrer Gesamtheit symbolisch den himmlischen Menschen, den Adam Qadmon (hebräisch אדם קדמון ‚ursprünglicher Mensch‘). Die Rückseite (sitra achra in jüdisch, babylonischem Aramäisch, geschrieben hebräisch סִטְרָא אַחְרָא sīṭrāʾ ʾaḥrāʾ) des Lebensbaumes bildet der Baum des Todes mit den Qlīpōt.

## Begriff und Sinn der Sephiroth
Sephiroth ist der Plural des hebräischen Wortes Sephira, was Ziffer bedeutet. Die Kabbala sieht in diesem Begriff zugleich den mystischen Ursprung des griechischen Wortes Sphäre. Die vokale Verwandtschaft der Begriffe geht vermutlich auf den gemeinsamen Ursprung des hebräischen und des griechischen Alphabets in der phönizischen Schrift zurück. Auch dem deutschen Begriff Ziffer ist die gleiche etymologische Herkunft über das Arabische anzumerken.
Im Sefer ha-Jetzira (hebräisch ספר יצירה) werden erstmalig die zehn Sephirot beschrieben. Dabei lässt sich der Terminus Sephiroth  zugleich positiv als Merkmal zur Bestimmung eines Werkes als kabbalistisch heranziehen: Werke, die diesen Terminus verwenden, sind als kabbalistisch anzusehen. Einzige Ausnahme ist das Sefer Jetzira, welches diesen Terminus zwar erstmals verwendet, aber kein kabbalistisches Werk darstellt. Das Sefer Jetzirah nutzt den Begriff „Sephiroth“ um spezifische Merkmale des Kosmos zu benennen. Hingegen nutzt der Sefer Bahir diesen Begriff nicht. Obgleich er in der Auseinandersetzung mit dem Sefer Jetzirah stand. Im Sefer Jetzirah liegt der Fokus stärker auf der Struktur der Schöpfung durch die Sephiroth als eine ‚Art kosmische Zahlenordnung‘.
Das Sefer ha-Bahir beispielsweise bevorzugt die Termini midot (Merkmale, Eigenschaften) und ma'amarot (Äußerungen). Die im Sefer Bahir hingegen bevorzugt verwendeten Begriffe Midot (hebräisch מִדּוֹת Midot, deutsch ‚Eigenschaften‘ oder ‚Qualitäten Gottes‘) und Ma'amarot (hebräisch מַאֲמָרוֹת Ma'amarot, deutsch ‚Worte, die die Schöpfung und göttliche Manifestation betreffen‘) werden als Wege verstanden, durch die die göttliche Energie in die Welt eintritt und sich manifestiert, mit einem stärkeren Fokus auf die qualitativen und verbalen Dimensionen der Schöpfung. Umgekehrt verwenden jedoch viele kabbalistische Werke aus verschiedenen Gründen den Terminus nicht.
Im Zohar ist der Terminus ebenfalls vorzufinden. Abraham Abulafia, obwohl Kabbalist, lehnte die Vorstellung der Sephiroth kategorisch ab. Mosche Chaim Luzzatto hingegen vermeidet ihn, um seine kabbalistische Weltanschauung zu verbergen.
Das Modell Lebensbaum (Baum des Lebens, hebräisch עץ החיים ez haChajim) wird durch die Abfolge der Ziffern von 1 bis 10 (10 = Malchuth, 1 = Kether) strukturiert und will so die göttliche Schöpfung zugleich im Mikrokosmos und Makrokosmos widerspiegeln. Die Sephiroth ergeben in ihrer Folge ein dynamisches Modell der Begegnung von semantischen Gegensatzpaaren, die auf der mittleren Achse einen Ausgleich erfahren. Den zehn Sephiroth werden sämtliche Inhalte der irdischen und göttlichen Welt systematisch zugeordnet. Dazu gehören Deutungen der hebräischen Bibel, Farben, Formen, hebräische Buchstaben, Engel, Welten, Körperglieder. Der Kabbalist vereinigt so alle möglichen Erfahrungen, Elemente und Ereignisse im Modell des Lebensbaums mit dem Ziel der Vertiefung von Geist und Seele (Vergeistigung). Spekulative Kabbalisten (theoretische Kabbala) meditieren damit, Magier (praktische Kabbala) nutzen es als Modell für magische Operationen.

## Systematik der Sephiroth

Die 10 Sephiroth und 22 Pfade im kabbalistischen Lebensbaum nach Isaak Luria mit den aus dem En Sof herausströmenden ‚göttlichen Kräften‘ (Sephira) und zwischen den 10 Sephiroth befinden sich 22 Zinnoroth

Die Namen der zehn Sephiroth sind dem Tanach entnommen. Im Vers 1 Chr 29,11  finden sich die meisten der entsprechenden Worte:
| Kabbalistische Bezeichnung | Hebräische Schreibweise | Bedeutungen, Charakterisierungen                                 | Erweiterte Bedeutung (Sefer ha-Sohar) |
| -------------------------- | ----------------------- | ---------------------------------------------------------------- | ------------------------------------- |
| Kether (Kether Eljon)      | כתר                     | Krone, erster aufleuchtender Punkt im En Sof                     |                                       |
| Chochmah                   | חכמה                    | göttliche Weisheit, Klugheit, Geschicklichkeit, Schöpfungsplan   |                                       |
| Binah                      | בינה                    | Wille, Einsicht, Verstand; Intelligenz                           | Sarah                                 |
| Chesed                     | חסד                     | Liebe, Barmherzigkeit, Gnade, Gunst, Treue                       | Abraham                               |
| Gewurah                    | גבורה                   | Gesetz, Stärke, Macht, Sieg, Gerechtigkeit                       | Isaak                                 |
| Tiphereth                  | תפארת                   | Aufrechterhaltung des Daseins, Pracht, Verherrlichung, Schönheit | Jakob                                 |
| Netzach                    | נצח                     | Ewigkeit, Beständigkeit, Sieg; Ruhm, Blut, Saft                  | Mose                                  |
| Hod                        | הוד                     | Glanz, Majestät, Donner                                          | Aaron                                 |
| Jesod                      | יסוד                    | Fundament, Gründung, Grund, Grundstein, Grundlage                | Josef                                 |
| Malchuth                   | מלכות                   | Königreich, Herrschaft, königliche Würde, Regierung              | David                                 |
| * Da’at                    | דעת                     | das innere Wissen, Erkenntnis, Empfangen                         |                                       |

Das Da’at findet im kabbalistischen Lebensbaum Erwähnung und wird zuweilen als 11. Sephira, Nicht-Sephira oder Schein-Sephira benannt, da sie keine eigenständige Kraft, sondern einen Zustand repräsentiert, in dem alle göttlichen zehn Sephiroth mystisch vereint sind.
Das System der Sephiroth wird grundlegend im Buch Sefer Jetzira (hebräisch ספר יצירה ‚Buch der Formung‘) dargestellt, einem der wichtigsten Vorläuferwerke der Kabbala, das vor dem 6. Jahrhundert n. Chr. entstand. Je nach kabbalistischem Autor werden verschiedene Modelle und Kombinationen dieser Sephiroth vertreten, deren ausführlichste die Konzeption von Isaak Luria darstellt.
Die anthropomorphe Auffassung der Sephiroth als Körperteile geht im Wesentlichen auf die Schrift Schi’ur Qoma (hebräisch שיעור קומה Die Maße Gottes) zurück. Hierin wird gemäß der Beschreibung des Geliebten im Hohenlied der göttliche Leib des Schöpfers mit geheimen Namen und Maßangaben beschrieben. Die drei oberen Sefirot stehen für das göttliche Haupt, die nächsten beiden für die Arme, die sechste für Körper, Herz und Männlichkeit, die nächsten beiden für die Beine und die neunte für den Phallus. Die zehnte Sephira bezeichnet einen eigenständigen, weiblichen Körper: die Schechina. Diese Auffassung liegt auch dem lurianischen Konzept des Adam Qadmon zugrunde.
Eine andere Auffassung begreift die Sephiroth als Phasen der göttlichen Emanation (vgl. Neuplatonismus), während wieder andere Kabbalisten die Sefirot als Personifikation ethischer Werte begreifen. Wiederum andere begreifen sie als Welten, von der Göttlichkeit bis hinab zur materiellen, physischen Sphäre.
Ein drittes Modell integriert die biblischen Gottesnamen in das System der Sephiroth. So steht das Tetragramm JHWH für die Sephira Kether, das J darin für  Chochmah, das erste H für  Binah, das W für die folgenden sechs Sephiroth und das zweite H für die Schechina.
Ein viertes Modell ordnet die Sphären den biblischen Helden zu. Weitere Modelle identifizieren verschiedene paarweise vorkommenden Konzepte und Dinge (männlich/weiblich, Sonne/Mond, Himmel/Erde, Tag/Nacht usw.) mit Sephiroth. In der mittelalterlichen Kabbala können außerdem die Sephira verdoppelt, vervielfältigt und wiederholt werden, so dass zwanzig bis hundert Sephiroth erörtert werden.
In der lurianischen Kabbala schließlich ist die Zahl der Sephiroth unendlich, da jede Wesenheit aus unterschiedlichen Kombinationen des Sephiroth-Systems bestehe. Der Lebensbaum stellt in der lurianischen Kabbala die zehn Sephiroth und die 22 sie verbindenden Pfade, die Zinnoroth (hebräisch זִּנְרוֹת zinnerot, deutsch ‚drehen‘ ‚wickeln‘ ‚verknüpfen‘) dar, wobei die Sephiroth mit Namen und Ziffern, die sie verbindenden Pfade hingegen mit den 22 Buchstaben des hebräischen Alphabets bezeichnet werden.

## Sephiroth im außerjüdischen Kontext
Der Lebensbaum hat in esoterischen Traditionen auch im außerjüdischen Kontext erheblichen Einfluss erlangt. So bringt der Hermetic Order of the Golden Dawn die Karten des Tarot damit in Verbindung.
Die Illuminatus!-Trilogie von Robert Anton Wilson gliedert sich nach den Sephiroth, ebenso Umberto Ecos Roman Das Foucaultsche Pendel.
Außerdem gibt es in der bekannten Spielserie Final Fantasy einen Antagonisten dieses Namens und der Baum des Lebens wird im Vorspann der Animeserie Neon Genesis Evangelion gezeigt.
Des Weiteren wird ein Abbild des Baum des Lebens unter dem Namen „Tor der Weisheit“ in der Anime- und Mangaserie Fullmetal Alchemist gezeigt.
In der chinesischen Novelle Lord of Mysteries spielen Sephiroth eine wichtige Rolle beim Folgesystem.